# Скрылёв, Виктор Васильевич
Виктор Васильевич Скрылёв (17 августа 1922 — 9 апреля 1979) — советский офицер-артиллерист, участник Великой Отечественной войны, Герой Советского Союза (1943).

## Биография
Родился 17 августа 1922 года в хуторе Арпачин Багаевского pайона в семье крестьянина. Русский.
Жил в городе Ростов-на-Дону. Окончил среднюю школу. Работал слесарем на фабрике.
В Советской Армии с 1941 года. Окончил Томское артиллерийское училище в 1942. В действующей армии с 1942 года.
Во время Курской битвы командир огневого взвода 540-го лёгкого артиллерийского полка (16-я лёгкая артиллерийская бригада, 5-я артиллерийская дивизия прорыва, 4-й артиллерийский корпус, 13-я армия, Центральный фронт) младший лейтенант В. В. Скрылёв отличился в боях 5—9 июля 1943 года в районе железнодорожной станции Поныри (Курская область). В оборонительных боях взвод уничтожил 5 пулемётных точек, 2 миномётные батареи, большое количество вражеской пехоты. 9 июля 1943 взвод отразил 8 атак противника. Когда из строя был выведен весь расчёт, младший лейтенант сам стал у орудия и уничтожил 2 танка. Осколком снаряда ему оторвало кисть руки, погиб наводчик, тяжело ранило замкового. И все-таки Скрылёв продолжал вести огонь, расстреливая танки в упор. Когда атака была отбита, он потерял сознание.
Указом Президиума Верховного Совета СССР от 7 августа 1943 года за «мужество, отвагу и героизм, проявленные в борьбе с немецкими захватчиками», младший лейтенант Скрылёв Виктор Васильевич был удостоен высокого звания Героя Советского Союза с вручением ордена Ленина и медали «Золотая Звезда» № 5999.
Кроме него, за бои на поныровском направлении 7—8 июля 1943 года это звание получили артиллеристы 540-го лёгкого артиллерийского полка старшина Константин Седов, сержант Алексей Сапунов, а также командир 76-мм орудия из 307-й дивизии ефрейтор Кузьма Зуев. 16-й лёгкой артиллерийской бригаде 5-й артиллерийской дивизии прорыва, в состав которой входил 540-й лёгкий артиллерийский полк, было присвоено гвардейское звание, и все её полки также стали гвардейскими и краснознамёнными. В целом, артиллеристы проявляли массовый героизм при обороне своих позиций, блокируя развитие прорывов немецких танков. Из 232 солдат и офицеров, получивших звание Героя Советского Союза за свои подвиги в Курской битве, 83 человека (36 %) — это артиллеристы, 60 — стрелки пехотных и моторизованных частей, включая четырёх бойцов-бронебойщиков подразделений противотанковых ружей (26 %), 54 — лётчики (23 %), 27 — танкисты (12 %).

Советские артиллеристы в бою.
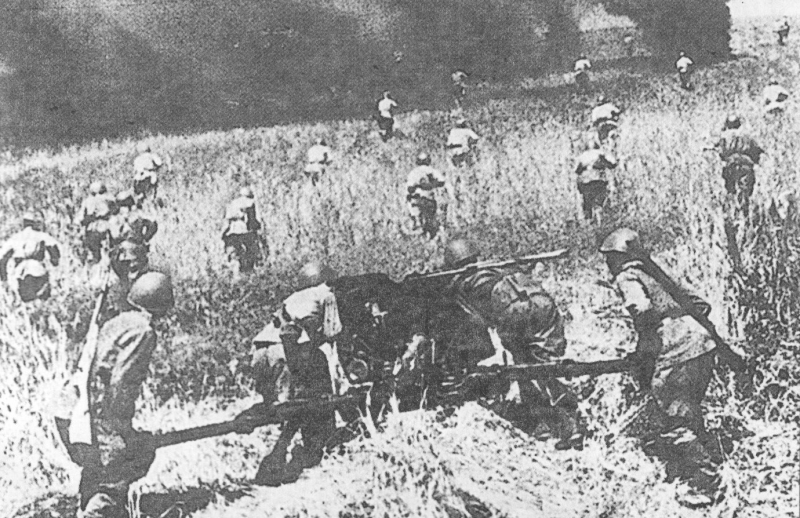
Советские артиллеристы в Курской битве.

Член КПСС с 1946 года. С 1947 года лейтенант Скрылев — в запасе. Жил в Ростове-на-Дону. Работал старшим диспетчером в ростовском аэропорту.
Умер 9 апреля 1979 года, похоронен в городе Ростов-на-Дону.

## Память
- Именем Героя названа школа на хуторе Арпачин.
- Именем Скрылева назван переулок недалеко от центра города Шахты Ростовской области.

## Награды и звания
- Герой Советского Союза (7 августа 1943)
- орден Ленина (7 августа 1943)
- медали.